# 鴻巣友季子
鴻巣 友季子（こうのす ゆきこ、1963年7月15日 - ）は、日本の翻訳家、エッセイスト。文芸評論家として『朝日新聞』書評欄にも寄稿している。CS日本番組審議会委員も務める。日本ペンクラブ会員。

## 来歴・人物
東京都生まれ。母は日本舞踊家。成城学園中学校高等学校時代に所属していた文芸部の夏合宿で安部公房に出会ったことが翻訳家・文筆家への道の分岐点だったと語っている。その後、成城大学文芸学部卒業。柳瀬尚紀に師事し、お茶の水女子大学大学院人文科学研究科英文学専攻修士課程修了、1987年から翻訳を始める。当初は心理学書、ミステリーやサスペンスの小説の翻訳が多かったが、2000年にノーベル文学賞作家ジョン・クッツェーの『恥辱』を訳し、新潮文庫で『嵐が丘』の新訳を刊行した。他にカナダのマーガレット・アトウッドの翻訳もある。
1995年、BABEL国際翻訳大賞BABEL新人賞を受賞。1999年、トマス・H・クック『緋色の記憶』の翻訳で、BABEL国際翻訳大賞ミステリ部門を受賞。

## 著書

### 単著
- 『翻訳のココロ』（ポプラ社） 2003 / ポプラ文庫 2008
- 『明治大正 翻訳ワンダーランド』（新潮新書） 2005
- 『やみくも 翻訳家、穴に落ちる』（筑摩書房） 2007
  - 増補改題『全身翻訳家』ちくま文庫 2011
- 『孕むことば』（マガジンハウス） 2008 / 中公文庫 2012
- 『カーヴの隅の本棚』（文藝春秋） 2008
- 『本の寄り道』（河出書房新社） 2011
- 『熟成する物語たち』（新潮社） 2012
- 『翻訳教室 はじめの一歩』（ちくまプリマー新書） 2012 / ちくま文庫 2021.2
- 『本の森 翻訳の泉』（作品社） 2013
- 『翻訳ってなんだろう? あの名作を訳してみる』（ちくまプリマー新書） 2018.6
- 『謎とき『風と共に去りぬ』 矛盾と葛藤にみちた世界文学』（新潮選書） 2018.12
- 『文学は予言する』（新潮選書） 2022.12
- 『ギンガムチェックと塩漬けライム　翻訳家が読み解く海外文学の名作』（NHK出版）	2025.4

### 共編著
- 『翻訳問答 英語と日本語行ったり来たり』（片岡義男共著、左右社） 2014
- 『翻訳問答2 創作のヒミツ』（編著、左右社） 2016
- 『NHK100分de名著 マーガレット・ミッチェル『風と共に去りぬ』』（NHK出版）2018.12、増訂版・同ブックス 2024.9
- 『名場面で味わう日本文学60選』（共著、徳間書店） 2021.3

平野啓一郎, 阿部公彦, ロバート・キャンベル, 田中慎弥, 中島京子, 飯田橋文学会と
- 『翻訳、一期一会』（横尾忠則, 多和田葉子ほか、左右社） 2022
- 『別冊 NHK100分de名著 フェミニズム』（加藤陽子, 上間陽子, 上野千鶴子共著、NHK出版） 2023.6 - アトウッド『侍女の物語』『誓願』を担当
- 『NHK100分de名著 アトウッド『侍女の物語』『誓願』』（NHK出版） 2025.5 - 2025年6月期の放送テキスト

### 翻訳
- 『リバー・ジャーニー 世界の川を旅する』（マイケル・ウッド他、白揚社） 1987
  - 『世界の川を旅する 外輪船でのんびり、ボートでアドベンチャー』（マイケル・ウッド他、白揚社） 1995
- 『優しく殺して』（アン・モリス、創元推理文庫） 1988
- 『セックス・ピストルズ写真集』（シンコー・ミュージック） 1989
- 『なぜ記憶が消えるのか 神経病理学者が見た不思議な世界』（ハロルド・L・クローアンズ、白揚社） 1989、新潮OH!文庫 2001
- 『あした、億万長者』（ルイーズ・フィッツヒュー、講談社） 1990
- 『ゴースト・フライト アドルフ・ヒトラーの帰還』（ウィリアム・カッツ、東京創元社、創元ノヴェルズ） 1990
- 『インフォームド・コンセント 消えた同意書』（ハロルド・L・クローアンズ、白揚社） 1991
- 『地獄への逃走』（ダグラス・スコット、東京創元社、創元ノヴェルズ） 1992
- 『愛と憎しみの果て』（ダグラス・スコット、東京創元社） 1993
- 『甲羅男にカブト虫女』（エイモス・チュツオーラ、筑摩書房） 1993
- 『つりにいこうよ』（メアリー・シュトルツ、講談社） 1993
- 『メリディアン144』（メグ・ファイルズ、東京創元社） 1994
- 『惑星の恋人たち』（ジェイムズ・F・ボイラン、河出書房新社） 1995
- 『スパイになりたいハリエットのいじめ解決法』（ルイーズ・フィッツヒュー、講談社） 1995
- 『キャディ・ボーイの憂鬱』（デヴィッド・ヌーナン、福武書店） 1995
- 『マイアミ・トラップ』（エドナ・ブキャナン、扶桑社） 1995
- 『銀の水』（エイミー・ブルーム、幻冬舎） 1995
- 『バードケージ』（ロバート・ローディ、原作脚本エレイン・メイ、早川書房、ハヤカワ文庫） 1996
- 『これから話す物語』（セース・ノーテボーム、新潮社） 1996
- 『死の裁き』（エドナ・ブキャナン、扶桑社、扶桑社ミステリー） 1996
- 『恐竜レッドの生き方』（ロバート・T・バッカー、新潮文庫） 1996
- 『星座は踊る』（ジェイムズ・F・ボイラン、河出書房新社） 1997
- 『特ダネをつかむ女』（エドナ・ブキャナン、扶桑社ミステリー） 1997
- 『緋色の記憶』（トマス・H・クック、文春文庫） 1998 / ハヤカワ・ミステリ文庫 2023
- 『失聴 豊かな世界の発見』（ハンナ・メーカ、晶文社） 1998
- 『燃える果樹園』（シーナ・マッケイ、文春文庫） 1999
- 『ジャイアンツ・ハウス』（エリザベス・マクラッケン、新潮社、新潮クレスト・ブックス） 1999
- 『チャーミング・ビリー』（アリス・マクダーモット、早川書房） 1999
- 『器用な痛み』（アンドリュー・ミラー、白水社） 2000
- 『メールのなかの見えないあなた』（キャサリン・ターボックス、文春文庫） 2001
- 『嵐が丘』（エミリー・ブロンテ、新潮文庫） 2003
- 『睡蓮の教室』（ルル・ワン、新潮社、新潮クレスト・ブックス） 2006
- 『灯台へ』（ヴァージニア・ウルフ、河出書房新社、世界文学全集Ⅱ-01 ウルフ） 2009／新潮文庫 2024.9
- 『メリーさんのひつじ ほんとうにあったおはなし』（ウィル・モーゼス、福音館書店、世界傑作絵本シリーズ） 2014
- 『風と共に去りぬ』（マーガレット・ミッチェル、新潮文庫 全5巻） 2015
- 『どこかでだれかがねむくなる』（メアリー・リン・レイ詩、クリストファー・サイラス・ニール絵、福音館書店） 2016
- 『E・A・ポー ポケットマスターピース』（桜庭一樹共編、集英社文庫ヘリテージシリーズ） 2016
- 『ルイス・キャロル ポケットマスターピース』（編、集英社文庫ヘリテージシリーズ） 2016
- 『ふゆごもりのまえに』 (ジャン・ブレット、福音館書店、世界傑作絵本シリーズ アメリカの絵本） 2020.11
- 『わたしたちの登る丘』（アマンダ・ゴーマン、文春文庫） 2022.5
- 『わたしたちの担うもの』（アマンダ・ゴーマン、文藝春秋） 2024.6
- 『ほんのささやかなこと』（クレア・キーガン、早川書房） 2024.10
- 『ウーマン・トーキング』（ミリアム・テイヴズ、角川文庫） 2025.5

抜粋部分ほか
- 「父親の重荷」（トマス・H・クック、オットー・ペンズラー編、ハヤカワ・ミステリ文庫『復讐の殺人』所収）  2001 
  - エド・マクベイン, オットー・ペンズラー編、ディーエイチシー『アメリカミステリ傑作選 2001』 2001にも所収
- 「八百長試合」（トマス・H・クック、ジェイムズ・エルロイ, オットー・ペンズラー編、早川書房『ベスト・アメリカン・ミステリハーレム・ノクターン』所収） 2005
- 「無垢なるもの」（グレアム・グリーン、ハヤカワepi文庫『二十一の短篇 新訳版』所収） 2005
- 「慎み深いふたり」（グレアム・グリーン、ハヤカワepi文庫『見えない日本の紳士たち』所収） 2013
- 「麻酔」（クリストファー・ファウラー、創元推理文庫『夜の夢見の川 12の奇妙な物語』所収） 2017
- 『ウェブスター辞書あるいは英語をめぐる冒険』（コーリー・スタンパー、竹内要江, 木下眞穂, ラッシャー貴子, 手嶋由美子,井口富美子共訳、左右社） 2020.4
- 舞台作品『浜辺のアインシュタイン』の台詞和訳  2022.10 神奈川県民ホール

### テリー・プラチェット
- 『トラッカーズ（遠い星からきたノーム1）』（テリー・プラチェット、講談社） 1992
- 『ディガーズ（遠い星からきたノーム2）』（テリー・プラチェット、講談社） 1992
- 『ウィングス（遠い星からきたノーム3）』（テリー・プラチェット、講談社） 1992
- 『ゴースト・パラダイス』（テリー・プラチェット、講談社文庫） 1994

### J・M・クッツェー
- 『恥辱』（J・M・クッツェー、早川書房） 2000、ハヤカワ文庫 2007
- 『エリザベス・コステロ』（J・M・クッツェー、早川書房） 2005
- 『遅い男』（J・M・クッツェー、早川書房） 2011
- 『イエスの幼子時代』（J・M・クッツェー、早川書房） 2016
- 『イエスの学校時代』（J・M・クッツェー、早川書房） 2020

### マーガレット・アトウッド
- 『昏き目の暗殺者』（マーガレット・アトウッド、早川書房） 2002、ハヤカワ文庫 上下 2019
- 『ペネロピアド　女たちのオデュッセイア』（アトウッド、角川書店） 2005、角川文庫 2025.5
- 『獄中シェイクスピア劇団 (語りなおしシェイクスピア 1 テンペスト) 』（アトウッド、集英社） 2020.9
- 『誓願』（アトウッド、早川書房） 2020.10、ハヤカワ文庫 2023
- 『老いぼれを燃やせ』（アトウッド、早川書房）2024.9

## 出演
- エアレボリューション（ニコニコ生放送、2023年2月22日）